# Esteban Fernández de Castro

Escudo de armas de la Casa de Castro.

Esteban Fernández de Castro (fallecido después de 1291). Noble gallego, miembro de la Casa de Castro, fue hijo de Fernando Gutiérrez de Castro y de Milia Íñiguez de Mendoza. Fue señor de Lemos y Sarria, pertiguero mayor de Santiago, adelantado mayor y merino mayor de Galicia. 

## Orígenes familiares
Se desconoce la fecha de su nacimiento. Fue hijo de Fernando Gutiérrez de Castro y de Milia Íñiguez de Mendoza y nieto por parte paterna de Gutierre Rodríguez de Castro y Elvira Osorio, y por parte materna de Íñigo López de Mendoza, señor de Llodio. 
Tuvo varios hermanos, entre ellos, Andrés Fernández de Castro, pertiguero mayor de Santiago y adelantado mayor de Galicia, y Urraca Fernández de Castro.

## Biografía
En 1272 tomó parte, junto al infante Felipe de Castilla y otros magnates, en la revuelta nobiliaria contra Alfonso X de Castilla. Antes de que la rebelión estallase, comenzó a manifestarse en el desacato que algunos ricoshombres, entre los que se encontraba el infante Felipe, manifestaron hacia el rey, pues se negaron a acudir a Sevilla con sus tropas para socorrer al infante Fernando de la Cerda, que combatía a los musulmanes. El rey de Granada, así como el sultán de los benimerines, se hallaban implicados en la conjura, a fin de debilitar al soberano castellano. En las Cortes de Burgos de 1272 Alfonso X , que se avino a negociar con los nobles, autorizó el matrimonio de Esteban Fernández de Castro con Aldonza, hija de Rodrigo Alfonso  y nieta del rey Alfonso IX de León, que era además prima del rey. 
Tras las Cortes de Burgos de 1272, en las que parecía que el soberano castellano alcanzaría un acuerdo con los magnates sublevados, se rompieron las negociaciones y los magnates sublevados contra el rey de Castilla, entre los que se contaba Esteban Fernández de Castro, partieron hacia el reino de Granada, donde fueron acogidos con todos los honores por el rey Muhammad I de Granada, después de haber firmado un acuerdo con él en Sabiote en el que los nobles firmantes se comprometieron con el soberano granadino a prestarse ayuda mutuamente contra Alfonso X, hasta que el rey accediera a sus demandas. Antes de dirigirse a Granada, los magnates saquearon el territorio, robando ganado y devastando algunos territorios, a pesar de que el rey les envió mensajeros, portando cartas en las que se recordaba a los sublevados los favores que habían recibido del rey, así como su traición al incumplir sus compromisos como vasallos con el soberano.
A finales de 1272, el rey Alfonso X tuvo conocimiento de que su hermano el infante Felipe, negociaba secretamente con el rey de Navarra a fin de que éste se involucrase en una guerra contra el reino de Castilla y León. Entre los involucarados en las negociaciones con el soberano navarro se hallaba Esteban Pérez de Castro, que reprochaba al rey su negativa a entregarle a su esposa, Aldonza que se hallaba retenida por el rey, y que reclamaba el cargo de adelantado mayor de Galicia, que había desempeñado desde el año 1266.
A comienzos de 1273 hallándose en la ciudad de Toledo, Alfonso X el Sabio reanudó las negociaciones con los magnates sublevados y accedió a la mayoría de sus demandas, entre las que se contaba la que hacía Esteban Fernández de Castro, que reclamaba los 3000 maravedíes de la soldada de Martín Alfonso de León, hijo ilegítimo de Alfonso IX.
En 1273 desapareció el cargo de adelantado mayor de Galicia, que desempeñaba Esteban Fernández de Castro, quien en 1276 fue nombrado pertiguero mayor de Santiago y, dos años después, merino Mayor de Galicia.
En 1282, Esteban Fernández de Castro, que durante la guerra civil castellana apoyó al bando del infante Sancho, que luchaba contra su padre Alfonso X, fue recompensado por el infante Sancho, el cual le hizo entrega de las rentas derivadas del arrendamiento de tres años de las tercias de los obispados de Zamora, Salamanca, Ciudad Rodrigo y Coria.
Falleció después de junio de 1291, pues en ese año otorgó una carta de arras, en nombre de su hijo Fernando, a favor de Violante Sánchez de Castilla, hija ilegítima del rey Sancho IV el Bravo y esposa de su hijo.

## Matrimonio y descendencia
Contrajo matrimonio con Aldonza, hija de Rodrigo Alfonso de León y nieta del rey Alfonso IX, y fruto de su matrimonio nació un hijo:
- Fernando Rodríguez de Castro. Señor de Lemos y Sarria, de Cabrera y Ribera, adelantado mayor de Galicia, pertiguero mayor de Santiago y comendero de la Iglesia de Lugo. Contrajo matrimonio con Violante Sánchez de Castilla, hija ilegítima de Sancho IV de Castilla y ambos fueron padres de Pedro Fernández de Castro "el de la Guerra". Falleció en 1304, en el transcurso de una batalla librada en Galicia contra el infante Felipe, hermano de Fernando IV de Castilla.